# Pseudodexia albifacies
Pseudodexia albifacies là một loài ruồi trong họ Tachinidae.